# 长柄杜鹃
长柄杜鹃（学名：Rhododendron longipes），为杜鹃花科杜鹃花属下的一个植物种。其种加词“Longipes”意为“长梗的”，“长柄的”。